# Kreisgericht Greifenhagen
Das Kreisgericht Greifenhagen war ein preußisches Kreisgericht in der damaligen preußischen Provinz Pommern mit Sitz in Greifenhagen.

## Geschichte
1849 wurden in Preußen einheitlich Kreisgerichte geschaffen. Hierbei wurde die Patrimonialgerichtsbarkeit abgeschafft und die Patrimonialgerichte aufgehoben. Es entstand das Königliche Kreisgericht Greifenhagen. Es umfasste den Kreis Greifenhagen. Zuständiges Appellationsgericht war das Appellationsgericht Stettin.
Gerichtskommissionen, also Zweigstellen des Gerichtes mit weniger als drei Richtern, wurden in Bahn und Fiddichow eingerichtet. 
Am Gericht waren 1870 ein Direktor und sieben Kreisrichter eingesetzt. Die Zahl der Gerichtseingesessenen betrug 53.824. Gerichtstage wurden in Colbatz abgehalten. Das zuständige Schwurgericht war das Kreisgericht Stettin.
Im Rahmen der Reichsjustizgesetze wurde das Gerichtswesen in Deutschland 1879 vereinheitlicht. Damit wurde das Kreisgericht Greifenhagen aufgehoben und das königlich preußische Amtsgericht Greifenhagen mit Wirkung zum 1. Oktober 1879 als eines von 14 Amtsgerichten im Bezirk des Landgerichtes Stettin als Nachfolger gebildet. Auch die Gerichtskommissionen wurden in Amtsgerichte (Amtsgericht Bahn und Amtsgericht Fiddichow) umgewandelt.